# Gustav Bickell
Gustav Wilhelm Hugo Bickell, född 7 juli 1838 i Kassel, död 15 januari 1906 i Wien, var en tysk orientalist och teolog.
Efter studier i semitiska och indoeuropeiska språk och protestantisk teologi samt docentförordnanden i Marburg (1862) och Giessen (1863) övergick Bickell 1865 till katolicismen och blev extraordinarie professor vid katolska akademin i Münster i Westfalen 1871, professor i semitiska språk och biblisk arkeologi i Innsbruck 1874 och i österländska språk där 1891. Bickells förnämsta arbeten faller inom syriskans område, men även för hebreiskan, speciellt versmåtten i bibelns poetiska böcker, hade han livligt intresse och utgav bland annat kritiska bearbetningar av Ordspråksboken och Jobs bok, åt vilken han försökte återge dess ursprungliga form.